# Ricarda Funk
Ricarda Funk (Bad Neuenahr-Ahrweiler 15 april 1993) is een Duits kanovaarster gespecialiseerd in slalom. 
Funk won tijdens de uitgestelde Olympische Zomerspelen van 2020 de gouden medaille tijdens haar debuut. In 2021 en 2022 werd Funk wereldkampioene individueel.

## Belangrijkste resultaten

### Olympische Zomerspelen
| Editie | Plaats | Resultaten |
| ------ | ------ | ---------- |
| 2020   | Tokio  | K-1 Slalom |

### Wereldkampioenschappen kanoslalom
| Jaar | Plaats          | Resultaten                       |
| ---- | --------------- | -------------------------------- |
| 2014 | Deep Creek Lake | 5e K-1 Slalom 5e K-1 Slalom team |
| 2015 | Londen          | K-1 Slalom · 14e K-1 Slalom team |
| 2017 | Pau             | K-1 Slalom · K-1 Slalom team     |
| 2018 | Rio de Janeiro  | C-1 Slalom · K-1 Slalom team     |
| 2019 | La Seu d'Urgell | 5e K-1 Slalom 7e K-1 Slalom team |
| 2021 | Bratislava      | K-1 Slalom                       |
| 2022 | Augsburg        | K-1 Slalom · K-1 Slalom team     |

1972: Angelika Bahmann ·
1992: Elisabeth Micheler ·
1996: Štěpánka Hilgertová ·
2000: Štěpánka Hilgertová ·
2004: Elena Kaliská ·
2008: Elena Kaliská ·
2012: Émilie Fer ·
2016: Maialen Chourraut ·
2020: Ricarda Funk ·
2024: Jessica Fox